# Bathytricha fuscata
Bathytricha fuscata är en fjärilsart som beskrevs av W. Warren 1913. Bathytricha fuscata ingår i släktet Bathytricha och familjen nattflyn. Inga underarter finns listade i Catalogue of Life.